# Marcelo Teixeira (político)
Antonio Marcelo Teixeira Sousa (Fortaleza, 6 de abril de 1957) mais conhecido como Marcelo Teixeira é um engenheiro civil, engenheiro químico, professor universitário e político brasileiro atualmente sem partido. foi vice-prefeito e secretário municipal de Fortaleza além de Deputado Federal pelo Ceará por três mandatos.
É funcionário de carreira da Prefeitura de Fortaleza e do Governo do Estado do Ceará, tendo exercido importantes cargos de direção na EMLURB (Empresa de Limpeza Urbana da Prefeitura de Fortaleza) e no antigo B.E.C. (Banco do Estado do Ceará, posteriormente federalizado e vendido para o Bradesco).
Tornou-se empresário do ramo de turismo/hotelaria e de construção civil, sendo sócio-proprietário da empresa Nota Empreendimentos Ltda. (construtora e incorporadora) e dos hotéis Plaza Praia Suites e Costa do Mar Hotel, ambos classificados como 4 estrelas pela Embratur.

## Denúncias
Enfrenta vários processos judidiciais relacionados a enriquecimento ilícito e improbidade administrativa, já tendo sido objeto de bloqueio de bens por parte do Ministério Público Federal por mais de uma vez. No entanto, alguns processos nos quais estava envolvido já prescreveram ou foram cancelados por ausência de provas.